# Kevin Asano
Kevin Asano, (* 20. dubna 1963 na Havaji, Spojené státy americké) je bývalý americký zápasník – judista, stříbrný olympijský medailista z roku 1988.

## Sportovní kariéra
Narodil se na Havaji, ale dětství strávil na Okinawě, kde se v 7 letech seznámil s judem pod vedením Curua Fukušimi. Po skončení střední školy v roce 1981 odjel studovat do Japonska. Po dvou letech přestoupil na univerzitu v San José a v roce 1983 se poprvé dostal do americké reprezentace. Přípravu směřoval k olympijskému roku 1988 a nominaci na olympijské hry v Soulu si vybojoval s předstihem na mistrovství světa v Essenu v roce 1987, kde skončil na třetím místě. V prvním kole olympijského turnaje rozesmutnil československé fanoušky vyřazením Petra Šediváka a v semifinále šokoval celé Japonsko, když svým výkonem proti obhájci zlaté olympijské medaile Šindži Hosokawovi přesvědčil rozhodčí aby při hantei hlasovali pro něho. Ve finále proti domácímu Korejci Kim Če-jopovi mu již rozhodčí nepomohli a po jednom napomenutí získal stříbrnou olympijskou medaili. V roce 1989 promoval na univerzitě v oboru účetnictví a zároveň ukončil sportovní kariéru. Žije v Pearl City na Havaji, podniká a vede dojo Leeward.

## Výsledky
| Turnaj                  | 1984            | 1985            | 1986            | 1987            | 1988            |
| Turnaj                  | 21              | 22              | 23              | 24              | 25              |
| Turnaj                  | superlehká váha | superlehká váha | superlehká váha | superlehká váha | superlehká váha |
| ----------------------- | --------------- | --------------- | --------------- | --------------- | --------------- |
| Olympijské hry          | —               |                 |                 |                 | 2.              |
| Mistrovství světa       |                 | —               |                 | 3.              |                 |
| Panamerické hry         |                 |                 |                 | 2.              |                 |
| Panamerické mistrovství | 3.              | —               | —               |                 | —               |